# Ievgueni Vutxétitx
Ievgeni Víktorovitx Vutxétitx, rus: Евгений Викторович Вучетич, (Iekaterinoslav, 28 de desembre de 1908 - Moscou, 12 d'abril de 1974) va ser un escultor soviètic. Va ser vicepresident de l'Acadèmia de les Arts de l'URSS.
Va participar en la Gran Guerra Patriòtica contra el Tercer Reich, amb rang de coronel. Durant la batalla de Stalingrad s'afilià al Partit Comunista.
És conegut principalment per les seves obres monumentals, com l'estàtua La Mare Pàtria us crida!, amb 85 metres d'alçada, considerada com una de les més altes del món, en commemoració de la batalla de Stalingrad al turó Mamaiev Kurgan de Volgograd. També va realitzar l'estàtua del Soldat Alliberador de l'Estàtua del Soldat Alliberador del parc Treptower de Berlín, amb vistes al Cementiri de l'Exèrcit Roig. El soldat està representat protegint amb el seu braç esquerre a un nen i amb el dret sosté una espasa que simbolitza la victòria, la qual està sobre una esvàstica nazi destruïda. Es tracta d'una escultura de 12 metres d'alçada i té un pes de 70 tones.
També va ser responsable de moltes estàtues de Lenin, així com de diversos dignataris soviètics més i d'escultures patriòtiques (incloent la Mare Pàtria de Kíev.
Va ser nomenat Heroi del Treball Socialista (1967), Artista del Poble de l'URSS (1959), va guanyar en 5 ocasions el Premi Stalin (1946-1950), el Premi Lenin (1970), dos ordes de Lenin i l'orde de la Guerra Patriòtica de 2a classe.

## Obres
- Estàtua del Soldat Alliberador al parc Treptower de Berlín (1946)
- Les espases en arades del parc de l'edifici de l'ONU (1957)
- La Mare Pàtria us crida!, Stalingrad (1963-1967)
- Monument a Dzerjinski, Moscou (1958)
- Mare Pàtria de Kíev (1981)